# Óscar Quezada Macchiavello
Óscar Quezada Macchiavello (Lima, 7 de febrero de 1954) es un semiólogo y filósofo peruano. Fue rector de la Universidad de Lima en el período 2014-2024. Es presidente de la Asociación Peruana de Semiótica.

## Biografía
Nació en Lima en 1954. Realizó sus estudios escolares en el Colegio San Agustín de Lima. Ingresó a la Universidad de Lima, en la cual estudió Ciencias de la Comunicación. Obtuvo una maestría (1997) y un doctorado (2004) en Filosofía en la Universidad Nacional Mayor de San Marcos. Fue decano de la Facultad de Comunicación de la Universidad de Lima (2002- 2014) y director académico de la misma Facultad (1996-2002). 
Forma parte del Consejo de Redacción de las revistas “Contratexto”, “Lienzo” y “Nexos” de la Universidad de Lima, revistas en las que ha publicado artículos diversos.

## Libros publicados
- Semiótica generativa. Bases teóricas (1991) Fondo Editorial de la Universidad de Lima.
- Semiosis, conocimiento y comunicación (1996) Fondo Editorial de la Universidad de Lima
- Los tatuajes de la ciudad. Graffiti en Lima (1998) Editorial Cultura y Sociedad.
- El concepto-signo natural en Ockham (2002) Fondo Editorial de la Universidad Nacional Mayor de San Marcos.
- Del mito como forma simbólica. Ensayo de hermenéutica semiótica (2007) Fondo Editorial de la Universidad Nacional Mayor de San Marcos y Fondo Editorial de la Universidad de Lima.[3]

## Artículos y ensayos
- “Fiducia: alcuni dei soui rituali”. En: Paolo Bertetti & Carlos Scolari, eds. Mediamerica. Semiotica dei media in America Latina. Cartman Edizioni. Torino. (2007).
- "Vectores fóricos y dimensiones tensivas en el Manuscrito de Huarochirí". Tópicos del Seminario de la Benemérita Universidad Autónoma de Puebla, N.º 20 (2008).
- "La construcción de la fe en un relato de Borges". De Signis, N.º 20. Federación Latinoamericana de Semiótica (2012).
- “Un encuentro no esperado: ‘Mundo MezQuino’”. Actes Sémiotiques, N.º 116, Université de Limoges (2013).
- "Modos de inmanencia semiótica" (en coautoría con Desiderio Blanco). Tópicos del Seminario de la Benemérita Universidad Autónoma de Puebla, N.º 118 (2014).
- "Mundo Mezquino ¿remedio al miedo?". Actes Sémiotiques, N.º 118, Université de Limoges (2015).

## Ediciones y traducciones
- Fronteras de la semiótica. Homenaje a Desiderio Blanco. Fondo Editorial de la Universidad de Lima. Edición: Óscar Quezada (1999).
- Semiótica del discurso. Fontanille, Jacques. Traducción: Óscar Quezada (2001).
- Comunicación e industria digital. 14.0 Encuentro Latinoamericano de Facultades de Comunicación Social. Edición: Giancarlo Carbone de Mora y Óscar Quezada (2014).